# Canals (Tarn y Garona)
 Canals  es una población y comuna francesa, en la región de Mediodía-Pirineos, departamento de Tarn y Garona, en el distrito de Montauban y cantón de Grisolles.

## Monumentos

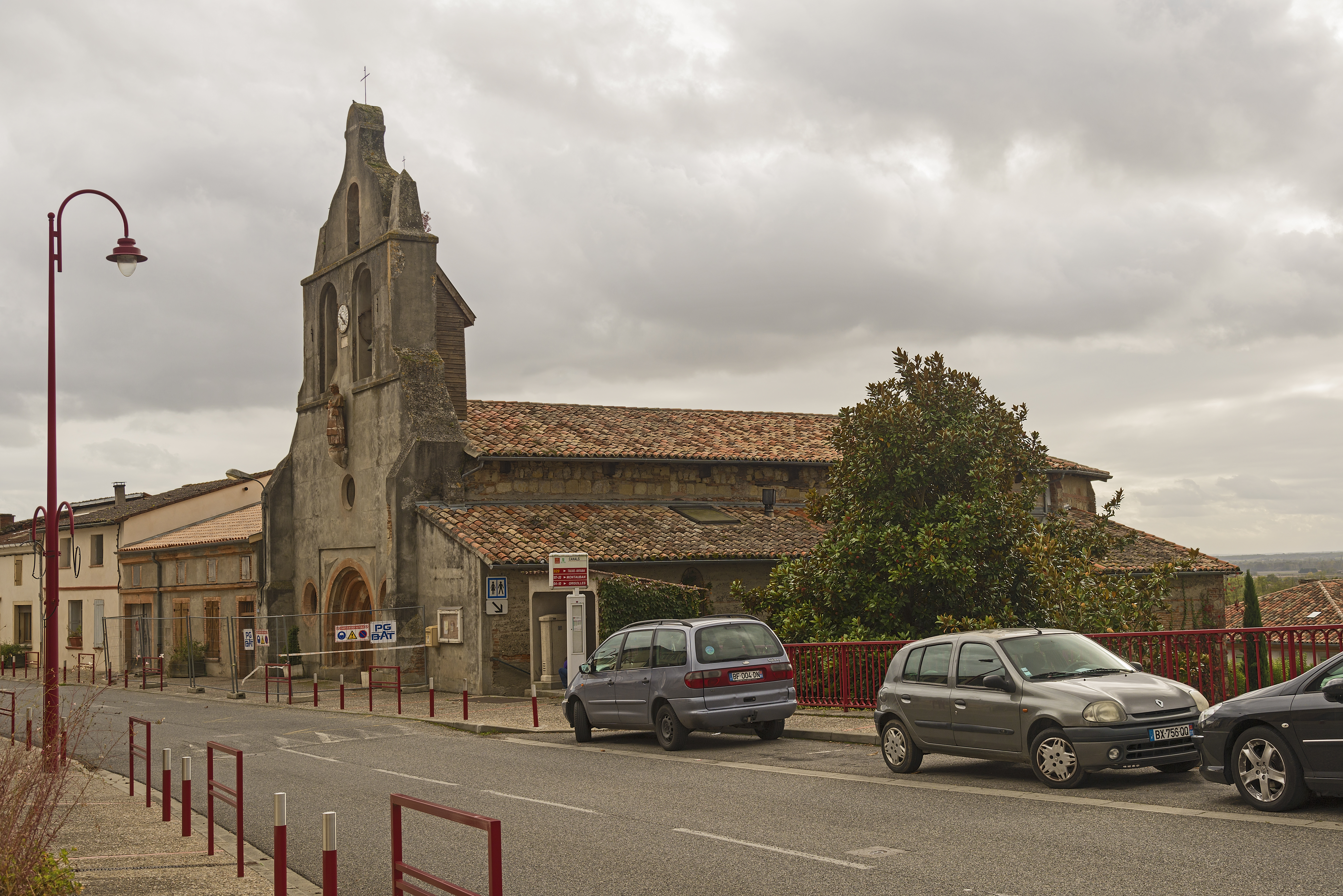
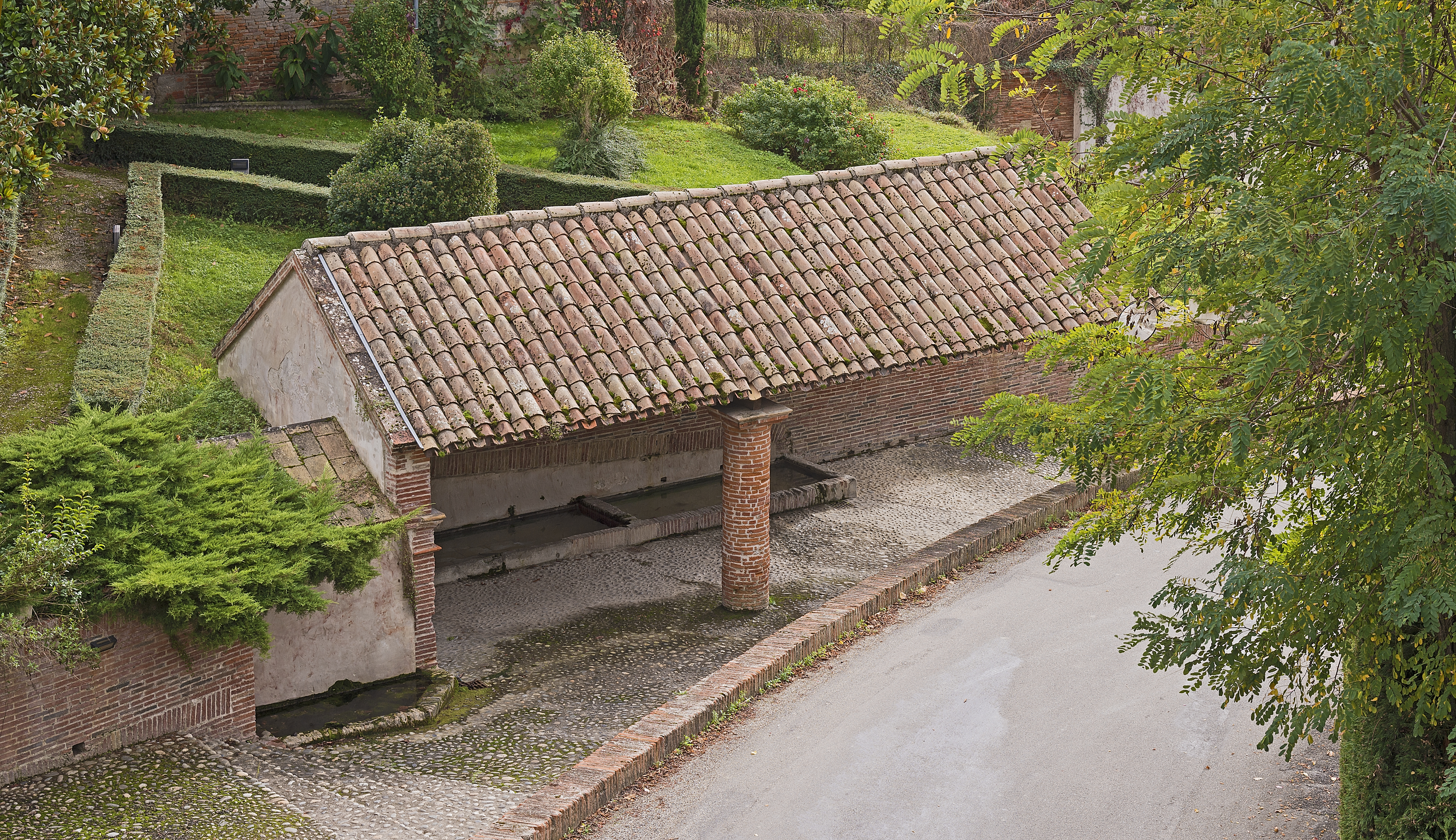

## Demografía
| 336 | 325 | 391 | 417 | 467 | 537 |
| Para los censos de 1962 a 1999 la población legal corresponde a la población sin duplicidades (Fuente: INSEE [Consultar]) |     |     |     |     |     |